# Expansión terrestre

La propagación de las masas de tierra a medida que aumenta el radio de la Tierra, crea un nuevo fondo oceánico.

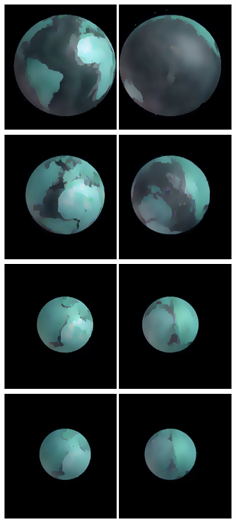
Movimientos continentales a medida que la tierra se expande. A la izquierda, océano Atlántico, a la derecha, océano Pacífico.

La expansión terrestre o crecimiento de la Tierra es una vieja teoría, desde finales de la década de 1960, según la cual los desplazamientos de los continentes y la evolución de la litosfera son la consecuencia, al menos en parte, de un aumento significativo y acelerado de la superficie y, por lo tanto, del volumen de la Tierra. (Y a la inversa, el enfriamiento geofísico global fue la hipótesis de que varias características podrían explicarse por la contracción de la Tierra.)
La estimación más reciente del incremento de la superficie (basada en la cuantificación y la datación de las litosferas oceánicas y continentales y en algunas suposiciones) es un aumento cuádruple a lo largo de 250 millones de años, una duplicación del radio de la Tierra durante ese período, para un crecimiento actual de unos 20 mm/año.
Esta teoría fue una de las primeras teorías mobilísticas que se han propuesto en geociencias, incluso antes de la deriva de los continentes de Alfred Wegener (ver historia). Adquirió algo de popularidad durante la década de los años 1960, pero nunca tuvo éxito en imponerse contra la teoría de la tectónica de placas. Desde finales de la década de 1960, la teoría de la expansión terrestre ha sido considerada errónea y obsoleta por el consenso científico que privilegia el modelo de expansión del fondo oceánico.
Los pocos geólogos y geofísicos que aún la apoyan a principios del siglo XXI son en su mayoría discípulos del geólogo australiano Samuel Carey.

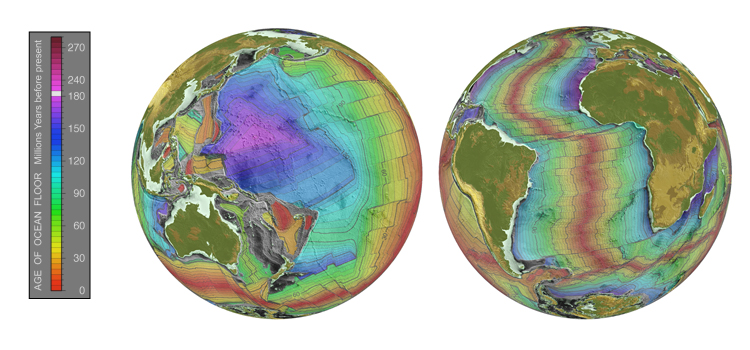
Edad del fondo marino, en el Pacífico occidental y en el Atlántico meridional.

## Derivas pseudocientíficas
Teniendo implicaciones en áreas tan diversas como la termodinámica, la geofísica, la geodesia, la paleontología, abandonadas por la comunidad científica, la posibilidad de ampliar la tierra ha sufrido una deriva hacia la pseudociencia, que afectó tanto a los científicos (en primer lugar a Samuel Carey) como a los no científicos (por ejemplo, el artista Neal Adams, cuya militantismo de tendencia conspiracionista se manifiesta en particular por la realización de videos explicativos disponibles a través de su página web o vía YouTube) que lo apoyan.

## Historia de la teoría
En 1834, durante el segundo viaje del HMS Beagle, Charles Darwin investigó las planicies escalonadas con playas elevadas en la Patagonia que le indicaron que una gran área de América del Sur había sido «levantada hasta su altura actual por una sucesión de elevaciones que actuaron sobre todo el conjunto de este espacio con casi una fuerza igual». Mientras que su inspirador Charles Lyell había sugerido fuerzas que actúan cerca de la corteza en áreas más pequeñas, Darwin supuso que la elevación a esta escala continental requería «la expansión gradual de alguna masa central [de la Tierra] que actúa por intervalos sobre la corteza exterior» con «las elevaciones siendo concéntricas con la forma de globo (o ciertamente casi)». En 1835 extendió este concepto para incluir a los Andes como parte de una curva ampliada de la corteza terrestre debido a «la acción de una fuerza conectada». No mucho después, abandonó de esta idea y propuso que a medida que subían las montañas, el fondo del océano subsidía, explicando la formación de los arrecifes de coral.
Iván Yarkovski, en 1888, buscando reformular la gravitación, fundó una teoría basada en los flujos del éter. Según sus hipótesis, dedujo que el éter era absorbido por los cuerpos celestes de modo que su masa aumentara.
Roberto Mantovani evocó la hipótesis de la expansión en 1889 y nuevamente en 1909. En la segunda publicación, supuso que un único y cerrado continente cubría la superficie de una Tierra más pequeña. La expansión térmica condujo a la actividad volcánica, que dividió la masa terrestre en continentes más pequeños. Estos continentes se alejaron entre sí debido a una mayor expansión en las zonas de desgarramiento, donde actualmente se encuentran los océanos.
Alfred Wegener (que introdujo el nombre de Pangea) notó algunas similitudes con su propia teoría (que describe una deriva de los continentes en la superficie de un globo terrestre con un radio supuesto fijo): 

En un breve artículo, en 1909, Mantovani expuso algunas ideas sobre los cambios continentales y las explicó de una manera que difiere en parte de la mía, pero que en algunos puntos están sorprendentemente de acuerdo, especialmente en la agrupación inicial de todos los continentes del hemisferio sur alrededor de África.
Dans un court article, en 1909, Mantovani exposa certaines idées au sujet des déplacements continentaux et les expliqua d'une manière qui diffère en partie de la mienne, mais dont certains points s'accordent étonnamment, notamment le groupement initial de tous les continents de l'hémisphère sud autour de l'Afrique.
Alfred Wegener.

Un compromiso entre la expansión de la Tierra y la contracción de la Tierra es la «teoría de los ciclos térmicos» del físico irlandés John Joly. Asume que el flujo de calor de la desintegración radiactiva dentro de la Tierra supera el enfriamiento del exterior de la Tierra. Junto con el geólogo británico Arthur Holmes, Joly propuso una hipótesis en la que la Tierra pierde su calor por períodos de expansión cíclicos. En su hipótesis, la expansión llevó a grietas y diaclasas en el interior de la Tierra, que podrían llenarse con magma. Esto fue seguido por una fase de enfriamiento, donde el magma se congelaría y se convertiría de nuevo en roca sólida, haciendo que la Tierra se contrayera.
En la década de 1920, la idea de que la Tierra cambiaba de volumen comenzó a circular, incluyendo las obras del ruso Bogolepov y de los geofísicos alemanes B. Lindemann y Ott Christoph Hilgenberg.

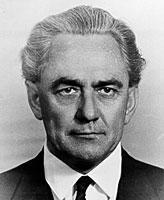
Samuel Carey

Posteriormente, el concepto fue explorado por muchos científicos, pero es probable que el geólogo australiano Samuel Carey, uno de los padres de la tectónica de placas, quien hizo la mayor contribución en el siglo XX. Carey fue un pionero en la geología y era un firme defensor del concepto de la deriva continental, oponiéndose en especial al físico británico Harold Jeffreys, y enseñándola desde 1946 hasta 1956 en la Universidad de Tasmania, donde fue profesor fundador de la cátedra de Geología. Fue uno de los primeros en proponer un modelo de expansión de los fondos oceánicos que sería compensado por su subducción, basado en su trabajo de tesis sostenida en 1938 y los trabajos de y de Hugo Benioff. Pero su publicación sobre el tema presentada en 1953 fue rechazada por el Journal of Geophysical Research, porque fue considerada «ingenua e impublicable» por los evaluadores. (Volvió a enviar su manuscrito de 1953, con fines históricos, en 1972 al mismo periódico, que lo rechazó nuevamente por el principio de que un artículo rechazado una vez ya no podía ser aceptado.) En 1956 —tras mostrar que la subducción y otros eventos podrían no equilibrar la expansión del fondo oceánico en las cordilleras oceánicas y acumular paradojas aún no resueltas que continúan afectando a la tectónica de placas— abandonó el concepto de compensación por subducción durante la conferencia de deriva continental que había organizado en Hobart, lo que lo llevó a la teoría de la expansión terrestre. Introdujo muchos conceptos nuevos en geología específicos de la teoría de la expansión terrestre, como la orogénesis por diapirismo (oroclina). Defendió esta teoría (refinándola gradualmente) hasta su muerte en 2002. Siempre propuso algún tipo de aumento de masa en los planetas y dijo que la solución definitiva al problema sería solo posible en una perspectiva cosmológica en conexión con la expansión del universo.
Bruce Heezen interpretó inicialmente su trabajo en la cordillera del Atlántico como si apoyara la teoría de la Tierra en expansión de Carey, pero luego retiró su apoyo, finalmente convencido por los datos y el análisis de su asistente, Marie Tharp. Los defensores restantes después de la década de 1970, como el geólogo australiano James Maxlow, están inspirados principalmente en las ideas de Carey.
El desarrollo de la teoría a principios del siglo XXI está asegurada entre otros por los geólogos australianos, como el ya citado Maxlow, Cliff Ollier y Donald Findlay, el geofísico italiano Giancarlo Scalera, los geólogos polacos Stefan Cwojdziñski, Jan Koziar y Leszek Jamrozik, el biogeógrafo Dennis McCarthy, el geólogo estadounidense Andrew Kugler, el geólogo ruso Yu Chudinov, y por Konstantin Meyl, Klaus Vogel y Neal Adams. La mayoría de ellos estuvieron presentes en{[cita requerida] en la conferencia del 4 al 9 de octubre de 2011 en la Escuela Internacional de Geofísica de Erice en Sicilia.

## Mecanismos físicos evocados para explicar la expansión
Los mecanismos físicos avanzados para explicar una expansión del volumen de la Tierra se pueden dividir en dos familias, dependiendo de si el modelo es de masa constante o de masa creciente.

### Modelos de masa constante
Los modelos de masa constante implican que en el pasado, la densidad media de la Tierra estaba muy por encima de su densidad media actual (5,5). Por ejemplo, una duplicación del radio de la Tierra en 250 millones de años implica una multiplicación por ocho del volumen durante ese período y, por lo tanto, una densidad promedio de 44 en el Triásico, mientras que la densidad actual del núcleo interno de la Tierra es de 13. Si la constante gravitatoria se ha mantenido constante, esto implica que la aceleración gravitatoria en la superficie habría sido de 39 m/s² hace 250 millones de años, lo que habría requerido importantes adaptaciones fisiológicas y morfológicas de la fauna y la flora del Triásico, que no se han sido observadas. En comparación, a una densidad constante y para un radio dos veces menor que el radio actual, la gravedad de la superficie habría sido de aproximadamente 4,9 m/s², lo que requiere solo adaptaciones menores e incluso favorece el gigantismo o la aparición del vuelo.

#### Variación de la constante gravitacional
Alrededor de 1938, el físico Paul Dirac sugirió que la constante gravitacional habría disminuido desde los miles de millones de años de existencia del Universo. Esto llevó al físico alemán Pascual Jordan a modificar la relatividad general y proponer en 1964 que todos los planetas crecían lentamente. Jordan pensó que la Tierra podría haberse duplicado en radio en los últimos cien millones de años. A diferencia de la mayoría de las otras explicaciones, esta fue considerada al menos, en el marco de la física, como una hipótesis viable.
Sin embargo, las mediciones recientes de posibles variaciones de la constante gravitacional muestran un límite alto de 5×10-12, mientras que la teoría de Jordan requiere una variación al menos 10 veces mayor.

#### Transición de fase
Esta hipótesis, basada en una transición de fase de los materiales del manto y/o del núcleo de la Tierra, se ha formulado varias veces a lo largo de la historia de la teoría, por Lindemann, Halm, Laszlo Egyed y Owen Los materiales muy densos pasan a una forma menos densa, y ese cambio de densidad aumenta el volumen de la Tierra.

#### Descompresión global
El físico estadounidense J. Marvin Herndon ha propuesto que la Tierra habría sido un gigante gaseoso similar a Júpiter cuya atmósfera hubiera volado durante un episodio de actividad solar violenta. El núcleo sólido de la gigante gaseosa inicial se habría descomprimido gradualmente a partir de un volumen que representaría el 65% del volumen actual.

### Modelos de masa creciente
Es un hecho bien conocido que la Tierra está adquiriendo masa constantemente a través de la acumulación de rocas y polvo del espacio, al igual que todos los otros cuerpos planetarios en nuestro sistema. Según la NASA, «Todos los días alrededor de 100 toneladas de meteoroides, fragmentos de polvo y grava y, a veces, incluso rocas grandes, entran en la atmósfera de la Tierra». La mayoría de estos escombros se queman en la atmósfera y aterrizan como polvo. Sin embargo, tal acreción es solo una fracción minúscula del aumento de masa requerido por la expansión de la hipótesis de la Tierra.
En las últimas décadas, no se ha propuesto ningún mecanismo de acción creíble para esta adición de nueva masa, y no hay evidencia creíble de que se haya agregado una nueva masa en el pasado. El aumento de la gravedad de la Tierra habría alterado las órbitas de los objetos celestes en el sistema solar, incluyendo la órbita de la Luna y la propia órbita de la Tierra; los proponentes no tienen una explicación adecuada para abordar este problema. Este es un gran obstáculo para la aceptación de la teoría por otros geólogos.
Los modelos de masa creciente implican un aporte considerable de materia en el seno de la Tierra (por ejemplo, duplicar el radio de la Tierra en 250 millones de años con densidad constante implica una multiplicación por ocho de la masa durante ese período, una ganancia de aproximadamente 5,2×1024 kg), incompatible con el conocimiento científico en su estado actual (ver en particular la ley de conservación de la masa, el teorema del impulso, las interacciones fundamentales conocidas, el modelo estándar de la física de partículas).

#### Influjo del éter
Esta fue la primera hipótesis planteada en 1888 por el físico ruso Iván Yarkovski. El hipotético éter absorbido por la Tierra se transformaría en elementos químicos, forzando a los cuerpos celestes a expandirse. Esta hipótesis estaba relacionada con su explicación mecánica de la gravitación. Esta hipótesis fue retomada posteriormente por Ott Christoph Hilgenberg (1933, 1974) y Nikola Tesla (1935) con una absorción y transformación del éter-energía en materia normal.

#### Influjo de los monopolos magnéticos
Claude Deviau también sostiene que los monopolos magnéticos teorizados por Georges Lochak (antiguo director de la Fundación Louis-de-Broglie) en forma de leptones excitados magnéticamente, provenientes del Sol y convergentes hacia los polos, deberían producir al menos hidrógeno en el corazón de la corteza terrestre y en el manto. Esta hipótesis da una pista en cuanto a una posible acumulación de materia en la Tierra. Además, estos monopolos magnéticos tienen la particularidad de favorecer las fusiones nucleares a través de la fuerza débil, e inducir las transmutaciones necesarias para obtener la diversidad observada en los elementos químicos dentro de la Tierra. Leonid Urutskoev, del Instituto Kurchatov, informa sobre los monopolos magnéticos previstos por Georges Lochak.

## Consenso científico

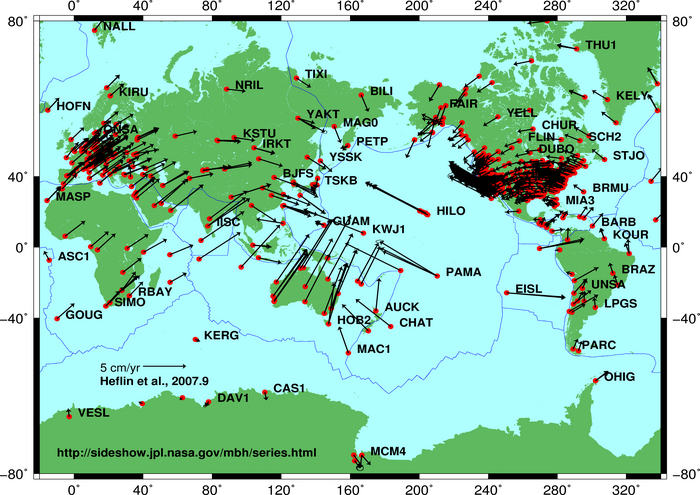
Medida con GPS de los desplazamientos de las placas tectónicas.

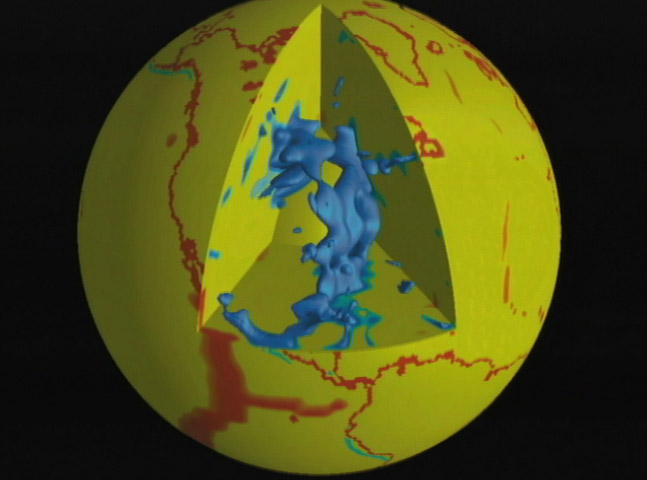
Restos de la placa de Farallón bajo Norteamérica

La hipótesis nunca había desarrollado un mecanismo de acción plausible y verificable. Durante la década de 1960, la teoría de la tectónica de placas —basada inicialmente en el supuesto de que el tamaño de la Tierra permanece constante, y que relaciona las zonas de subducción con el enterramiento de la litosfera a una escala comparable a la difusión del fondo marino— se convirtió en la explicación aceptada en las Ciencias de la Tierra.
La comunidad científica encuentra que hay evidencias significativas que contradice la teoría de la Tierra en expansión, y que la evidencia utilizada para respaldarla se explica mejor mediante la tectónica de placas:[cita requerida]
- Las mediciones con técnicas geodésicas modernas de alta precisión y el modelado de las mediciones mediante movimientos horizontales de placas rígidas independientes en la superficie de un globo de radio libre, se propusieron como evidencia de que la Tierra no está aumentando de tamaño hasta una precisión de medición de 0.2 mm por año.[12] El autor principal del estudio afirmó que «nuestro estudio proporciona una confirmación independiente de que la Tierra sólida no está creciendo en la actualidad, dentro de las incertidumbres actuales de medición».[88]
- Los movimientos de las placas tectónicas y de las zonas de subducción medidos con una amplia gama de técnicas geológicas, geodésicas y geofísicas son compatibles con la tectónica de placas.[89][14][90]
- La imagen de los fragmentos de la litosfera dentro del manto apoya el consumo de la litosfera mediante subducción.[14][90]
- Los datos paleomagnéticos se han utilizado para calcular que el radio de la Tierra hace 400 millones de años era de 102 ± 2,8% del radio de hoy.[91][16] Sin embargo, la metodología empleada ha sido criticada por el geólogo ruso Yuriy Chudinov.[92]
- Los exámenes de datos del Paleozoico y el momento de inercia de la Tierra sugieren que no se ha producido ningún cambio significativo en el radio de la Tierra en los últimos 620 millones de años.[13]